# Mitragyna rotundifolia
Mitragyna rotundifolia är en måreväxtart som först beskrevs av William Roxburgh, och fick sitt nu gällande namn av Carl Ernst Otto Kuntze. Mitragyna rotundifolia ingår i släktet Mitragyna och familjen måreväxter. Inga underarter finns listade i Catalogue of Life.